# Sphaerotheca maskeyi
Sphaerotheca maskeyi és una espècie de granota que viu al Nepal i, possiblement també, a Bhutan i l'Índia.